# ミネルバ大学
ミネルバ大学（Minerva University）は、アメリカ合衆国カリフォルニア州サンフランシスコに本部を置く総合私立大学。
実験的高等教育機関であるミネルバ・プロジェクトが、Keck Graduate Institute（KGI）をパートナーとして2014年9月に開校された。全寮制の4年制総合大学だが、特定のキャンパスを保有していないことが特徴で、学生は4年間で世界7都市に移り住みながら、オンラインで授業を受講する。プロジェクト名の「ミネルバ」とは、ローマ神話の知恵の女神を意味する。

## 歴史
2012年4月、ミネルバ・プロジェクトは、ミネルバ大学となる学部プログラムを作成するためにベンチマーク・キャピタルからベンチャー資金として2500万ドルを調達。2013年3月にはハーバード大学で社会科学部局長を務めていたスティーブン・コスリンが入社し、初代部局長を務めた。彼はリベラル・アーツの4つの大学の学長を雇い、ミネルバのセミナーベースのカリキュラムの開発を監修した。同年7月にプロジェクトはKGIと提携し、ミネルバ大学を正式に立ち上げた。
5つのプログラム（社会科学、芸術・人文科学、自然科学、計算科学、経営科学の学士号）のWASC地域認定を受けた。
2014年に最初のクラスを承認。学校は、受験者2464人のうち69人を合格にし、29人の学生が入学したため、合格率は2.8％、収率は42％となった。
2016年に意思決定分析の科学で修士を提供することにより、大学院教育まで拡大した。
2021年にミネルバ大学単体でWASCの認証を受けた。
2025年9月から学部生が滞在する都市として東京が加わることが、2024年4月に発表された。

## 教育
大学の講義はすべてオンラインで行われる。授業は1クラス19名を上限とする少数編成のセミナー形式で行われ、教員の講義ではなく、学生同士のディスカッションを中心に進められる。すべての授業は録画されているため何度でも見返すことが可能で、音声が自動筆記で即時にテキスト化されるので、講師からのフィードバックも早く確実になるなど、学生たちの深い学びが効率良く進められるようになっている。成績は毎回の講義ごとに5段階で評価されるので、現時点での自分の理解度などを認識できる。
4年間のカリキュラムは、理解の幅と専門知識の深さのバランスがとれるように明確に設計されている。初めに、科学と人文を横断する「心の習慣」と「基礎概念」を導入する4つの「コーナーストーンコース」を受講する。これにより、個人技能である「批判的思考」と「創造的思考」、対人技能である「プレゼンテーション能力」と「コミュニケーション能力」を養う。その後、専攻を決定し、学問を深めていく。
4年間で世界の7都市を移動する。
- 1年目 – サンフランシスコ（米国）
- 2年目 – ソウル（韓国）、ハイデラバード（インド）
- 3年目 – ベルリン （ドイツ）、 ブエノスアイレス （アルゼンチン）
- 4年目 – ロンドン（英国）、台北（台湾）

学生は生活している場所での社会貢献活動を求められ、現地の問題など異文化体験をすることになる。